# Kanton Saint-Germain-en-Laye
Der Kanton Saint-Germain-en-Laye ist seit 2015 ein französischer Wahlkreis im Arrondissement Saint-Germain-en-Laye, im Département Yvelines und in der Region Île-de-France. Hauptort ist Saint-Germain-en-Laye.

## Gemeinden
Der Kanton besteht aus sechs Gemeinden mit insgesamt 76.951 Einwohnern (Stand: 1. Januar 2022) auf einer Gesamtfläche von 72,80 km²:
| Gemeinde                     | Einwohner 1. Januar 2022 | Fläche km² | Dichte Einw./km² | Code INSEE | Postleitzahl |
| ---------------------------- | ------------------------ | ---------- | ---------------- | ---------- | ------------ |
| Aigremont                    | 1.082                    | 3,00       | 361              | 78007      | 78240        |
| Chambourcy                   | 5.826                    | 7,87       | 740              | 78133      | 78240        |
| Le Pecq                      | 15.858                   | 2,84       | 5.584            | 78481      | 78230        |
| L’Étang-la-Ville             | 4.915                    | 5,38       | 914              | 78224      | 78620        |
| Mareil-Marly                 | 3.984                    | 1,77       | 2.251            | 78367      | 78750        |
| Saint-Germain-en-Laye        | 45.286                   | 51,94      | 872              | 78551      | 78100, 78112 |
| Kanton Saint-Germain-en-Laye | 76.951                   | 72,80      | 1.057            | 7816       | –            |

## Veränderungen im Gemeindebestand seit der landesweiten Neuordnung der Kantone
2019: Fusion Fourqueux und Saint-Germain-en-Laye → Saint-Germain-en-Laye